# André Guelfi
 André Guelfi  va ser un pilot de curses automobilístiques francès nascut el 6 de maig del 1919 a Mazagan, Marroc que va arribar a disputar curses de Fórmula 1. Va morir als 97 anys el 28 de juny de 2016 a Saint-Barthélemy (Antilles).

## A la F1
Va debutar a l'onzena i última cursa de la temporada 1958 (la novena temporada de la història) del campionat del món de la Fórmula 1, disputant el 19 d'octubre del 1958 l'única edició de la història del GP del Marroc al Circuit d'Ain-Diab.
André Guelfi va participar en una única cursa puntuable pel campionat de la F1,no aconseguint finalitzar la prova i no assolí cap punt per la classificació del campionat del món.

## Resultats a la Fórmula 1
| Any  | Equip        | Xassís | Motor  | 1   | 2   | 3   | 4   | 5   | 6   | 7   | 8   | 9   | 10  | 11      | Posició | Punts |
| ---- | ------------ | ------ | ------ | --- | --- | --- | --- | --- | --- | --- | --- | --- | --- | ------- | ------- | ----- |
| 1958 | André Guelfi | Cooper | Climax | ARG | MON | HOL | 500 | BEL | FRA | GBR | ALE | POR | ITA | MAR Ret | -       | 0     |

### Resum
| Curses: | Victòries: | Pòdiums: | Poles: | Voltes ràpides: | Punts: |
| ------- | ---------- | -------- | ------ | --------------- | ------ |
| 1       | 0          | 0        | 0      | 0               | 0      |